# Ardegão (Ponte de Lima)
Ardegão ist ein Ort und eine ehemalige Gemeinde (Freguesia) im nordportugiesischen Kreis Ponte de Lima der Unterregion Minho-Lima. Die Gemeinde hatte 233 Einwohner (Stand 30. Juni 2011).
Am 29. September 2013 wurden die Gemeinden Ardegão, Freixo und Mato zur neuen Gemeinde Ardegão, Freixo e Mato zusammengeschlossen.